# Ян Кейт
Ян Кейт (англ. Ian Keith; 27 лютого 1899 — 26 березня 1960) — американський актор. Кейт Росс народився в Бостоні, штат Массачусетс. Почав зніматися в німих фільмах в 1920 році. Потім продовжив зніматися в звукових фільмах. Особливо плідною була його співпраця з режисером Сесилем Де Миллем. Зовнішні дані Яна Кейта — високий зріст, красиві риси обличчя, звучний голос, привернули увагу Сесиля Де Міля, і він пропонував йому ролі в багатьох своїх фільмах. Актор був чотири рази одружений. Його подружжям були: Андра Ферн, Юрка Бланш, Етель Клейтон, Хильдегарда Пабст. Кейт помер 26 березня 1960, і був кремований в Нью-Йорку.

## Фільмографія
- 1927 — Два арабські лицарі — Шевкет Бен Алі
- 1929 — Божественна леді — Чарлз Гревіль, племінник Гамільтона
- 1930 — Велика стежка — Бив Торп
- 1930 — Авраам Лінкольн / Abraham Lincoln
- 1932 — Хресне знамення
- 1933 — Королева Христина
- 1934 — Клеопатра / Cleopatra — Октавіан
- 1935 — Хрестовий похід / The Crusades
- 1936 — Марія Шотландська — Морей
- 1940 — Морський яструб
- 1947 — Алея кошмарів — Піт Крамбейн
- 1948 — Три мушкетери — Рошфор
- 1955 — Принц гравців — привид батька Гамлета в «Гамлеті»
- 1956 — Десять заповідей — Рамзес I